# Fermoy Abbey
Fermoy Abbey (irisch Mainistir Fhear Maí; lateinisch Castrum Dei) ist eine ehemalige Zisterzienserabtei in Fermoy im County Cork in der heutigen Republik Irland südlich des Blackwater River an der heute mit Abbey Street bezeichneten Stelle.

## Geschichte
Das Kloster wurde 1170 von Donal Mór O’Brien als Tochterkloster von Inislounaght Abbey gegründet und gehörte damit der Filiation der Primarabtei Kloster Clairvaux an. Das Kloster widersetzte sich englischen Einflüssen und nahm an der Verschwörung von Mellifont teil. Als Folge hiervon wurden 1227 der irische Abt abgesetzt, ein Abt anglonormannischer Herkunft an seine Stelle gesetzt, der aber schon drei Jahre später, wohl von seinen eigenen Mönchen ermordet wurde, und das Kloster dem Kloster Furness unterstellt. Im 14. Jahrhundert verschuldete sich das Kloster schwer, so dass sich schließlich 1467 der Abt an den Papst wandte. Die Auflösung des Klosters erfolgte 1539 bis 1541. Dabei stellte sich heraus, dass die Klosterkirche bereits als Pfarrkirche und die übrigen Klostergebäude landwirtschaftlich genutzt wurden. Nach der Auflösung gelangten die Klostergüter an verschiedene Familien. Nach Gründung der Stadt Fermoy im Jahr 1791 verschwanden die letzten Spuren des Klosters.

## Bauten und Anlage
Von dem Kloster sind keine Reste erhalten.